# Univerzita Camerino
Univerzita Camerino (italsky Università degli Studi di Camerino, zkráceně UNICAM, latinsky Universitas Camerinensis), založená roku 1336 za pontifikátu papeže Benedikta XII. jako studium generale, se nachází ve střední Itálii ve starobylém městě Camerino v provincii Macerata (region Marche).

## Historie

### Nejstarší historie
Camerino bylo centrem vzdělávání již kolem roku 1200, přičemž se zde nabízelo studium lékařských, právních a literárních věd. Italský středověký spisovatel a právník Cino da Pistoia, který v letech 1319 – 1321 pobýval v oblasti Marche, ve svém díle hovoří o hojnosti právnických škol v tomto regionu.

### Univerzitní město

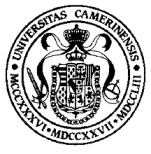
Logo univerzity s datem jejího založení

Na základě žádosti camerinského vládce Gentile II. da Varano papež Řehoř XI. vydal 29. ledna 1377 (necelé dva týdny poté, kdy přesunul papežské sídlo z Avignonu zpět do Říma ) bulu, v níž je stanoveno, že bakalářské, magisterské a doktorské tituly z univerzity v Camerinu, přiznané z moci papeže, mají být uznávány v celém křesťanském světě. Camerino se na základě tohoto rozhodnutí stalo oficiálně univerzitním městem. Camerinští studenti byli osvobozeni ode všech poplatků a daní a nesmělo být proti nim nic podniknuto v případě, že by propuklo nepřátelství mezi Camerinem a jejich rodnými městy. Studenti (i se svými služebníky a doprovodem) měli neomezené právo svobodně vstupovat do města, žít v něm a taktéž jej kdykoli opouštět.

### Nový věk
V roce 1727 vydal papež Benedikt XIII. bulu „Liberalium disciplinarum“, na základě které byla reformována camerinská univerzita, nyní nazvaná Universitas Studii Generalis. Tato univerzita měla čtyři fakulty: teologickou, právnickou, matematickou a lékařskou (na níž bylo možno získat titul doktora medicíny i doktora filozofie). V roce 1753 císař František I. Lotrinský potvrdil, že tituly z camerinské univerzity musí být uznávány v celé Svaté říši římské a zároveň spojil úřad rektora univerzity v Camerinu s udělením titulu hraběte. Vyučování na univerzitě bylo přerušeno pouze v době napoleonských válek. Po jejich skončení byl na základě dekretu papeže Pia VII. z 30. 9. 1816 chod univerzity prozatímně obnoven. Trvalé obnovení univerzity bylo potvrzeno bulou papeže Lva XII. „Quod Divina Sapientia“ v roce 1824.
V roce 1870, po sjednocení Itálie, univerzita v Camerinu byla prohlášena „svobodnou univerzitou“. Od roku 1958 je Univerzita Camerino oficiálně státní univerzitou.

## Fakulty a studenti
Univerzita Camerino se děli na pět fakult:
- Právnická fakulta – se sídlem v Camerinu
- Přírodní vědy a technika – se sídlem v Camerinu a Ascoli Picenu (obor nutriční biologie má sídlo v San Benedettu del Tronto)
- Fakulta architektury a designu – se sídlem v Ascoli Picenu (součástí studijního programu jsou též restaurátorské obory)
- Farmacie – se sídlem v Camerinu
- Biologie a veterinární medicína – se sídlem v Camerinu a Matelice[2]

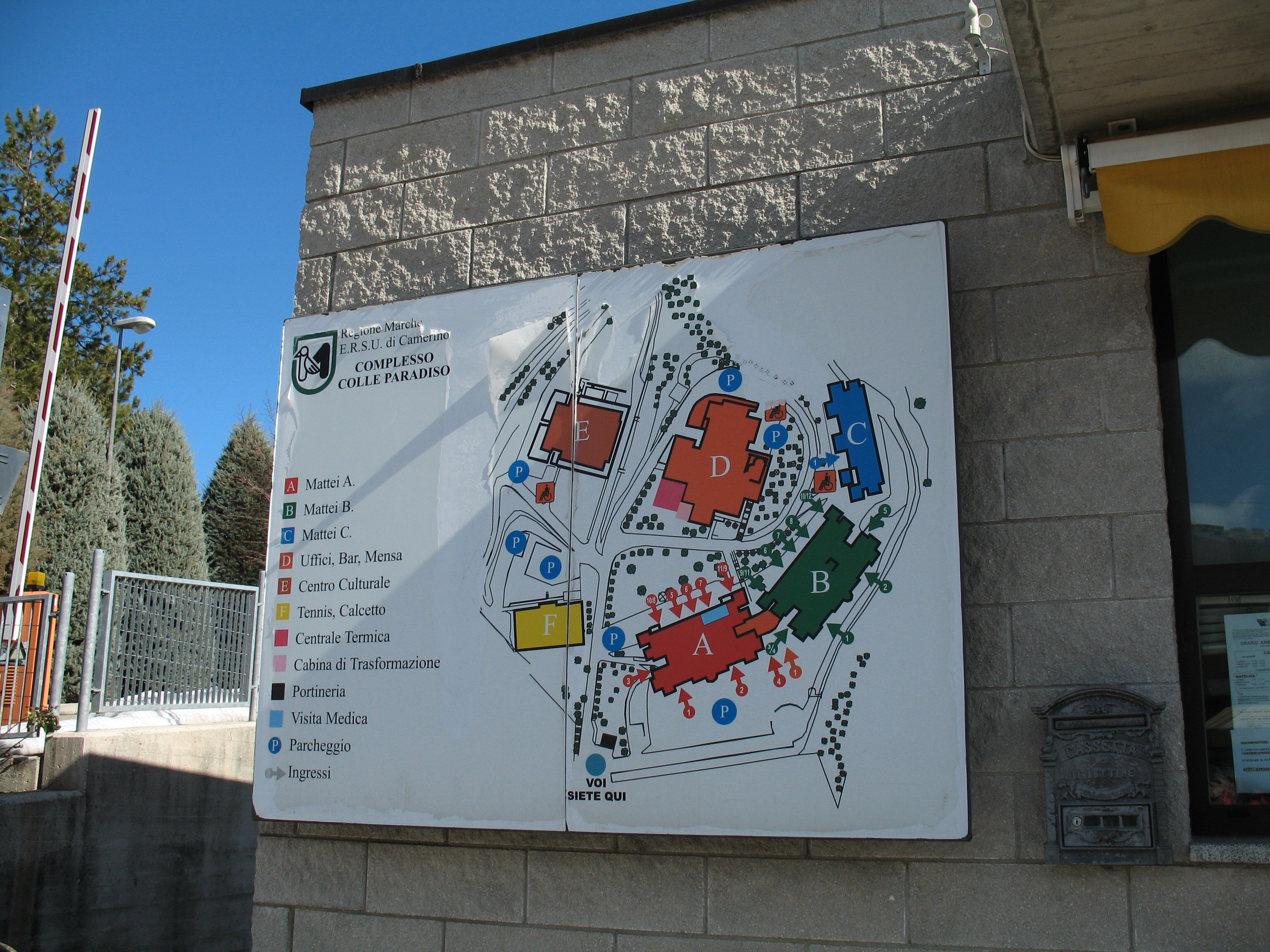
Plánek u vstupu do areálu vysokoškolských kolejí

Součástí univerzity jsou vysokoškolské koleje, menza, sportovní areály, knihovny, muzea a botanické zahrady.
Počet studentů ve všech oborech a studijních programech dosahuje 10 000. V Camerinu studují nejen italští studenti, ale i početná komunita studentů zahraničních. Do Camerina přicházejí jak studenti z evropských zemí na základě vzdělávacího programu Evropské unie Erasmus, tak i z dalších světadílů v rámci jiných projektů či programů. Camerino je jediným městem v Itálii, kde počet studentů převyšuje počet místních obyvatel – na 100 obyvatel připadá zhruba 140 studentů.